# Roger Staubach
Roger Thomas Staubach (Cincinnati, Ohio, 5 de febrero de 1942) es un exjugador profesional de fútbol americano. Jugaba en la posición de quarterback (QB) y desarrolló toda su carrera en los Dallas Cowboys de la National Football League (NFL).
Staubach, apodado Capitán América y Capitán Remontada, ganó el Trofeo Heisman durante su etapa en los Navy Midshipmen de la Academia Naval de los Estados Unidos. Tras graduarse y realizar un período de servicio de cuatro años en la guerra de Vietnam, dio el salto a la NFL en 1969. Como QB titular, guio a los Cowboys a disputar cuatro, Super Bowls, ganando dos de ellas, a Miami Dolphins y a Denver Broncos. y dos perdidos vs Pittsburgh Steelers. En el Super Bowl VI fue nombrado MVP del partido. Fue pieza clave para que a los Cowboys se les adjudicara el sobrenombre de Equipo de América.
El legendario entrenador Tom Landry definió a Staubach como "posiblemente la mejor combinación de pasador, atleta y líder que haya jugado en la NFL."
En la lista de los 100 mejores jugadores de la historia de la NFL de noviembre de 2010, Staubach fue ubicado como el undécimo mejor QB de todos los tiempos.

## Biografía
Roger Staubach, único hijo de Betty y Bob Staubach, nació el 5 de febrero de 1942 en Cincinnati, Ohio y se crio en Silverton, un suburbio del condado de Hamilton. De niño fue Boy Scout y acudió al St. John the Evangelist Catholic School.
Tras retirarse de la práctica del fútbol americano, fue comentarista de los partidos de NFL para la cadena de televisión CBS Sports. En 2005 fundó el equipo de carreras Hall of Fame Racing junto con otro antiguo quarterback de los Dallas Cowboys, Troy Aikman. El equipo compitió en la Copa NASCAR entre 2006 y 2009.
Al retirarse del deporte profesional, en 1977 fundó la firma de bienes raíces comerciales, dedicada al corretaje de oficinas, centros comerciales y naves de industriales, de nombre "Staubach Realty", llegando a tener más de 50 oficinas propias en las principales ciudades de los Estados Unidos ; en el año 2008 fue adquirida por Jones Lang LaSalle (hoy día JLL).

## Trayectoria deportiva

### Navy Midshipmen
Tras un año en el Instituto Militar de Nuevo México, Staubach entró en la Academia Naval de los Estados Unidos en 1961. Allí jugó al fútbol americano universitario como quarterback de los Navy Midshipmen.

### NFL

#### Dallas Cowboys
Staubach fue elegido por los Dallas Cowboys de la National Football League en la décima ronda del Draft de 1964. Ese mismo año también fue seleccionado por los Kansas City Chiefs en el Draft de la American Football League, la otra gran liga profesional de fútbol americano de Estados Unidos en aquel momento. Sin embargo, no dio el salto al fútbol americano profesional hasta 1969 debido a sus compromisos con la Armada.
Debutó en la NFL el 21 de septiembre de 1969 en el primer partido de la temporada ante los St. Louis Cardinals. Partió como QB titular y completó siete de los quince pases que intentó, además de pasar para un touchdown y lograr otro en carrera. Los Cowboys se impusieron a los Cardinals por 24-3. Pasó el resto de la temporada siendo suplente de Craig Morton. En su primer año como profesional Staubach disputó un total de seis partidos de temporada regular y consiguió un total de 421 yardas en pases y un 48'9% de efectividad en sus lanzamientos. Los Cowboys finalizaron la temporada con un balance de once victorias, dos derrotas y un empate, el mejor registro de la NFL. Sin embargo, fueron eliminados en la Ronda Divisional por los Cleveland Browns.

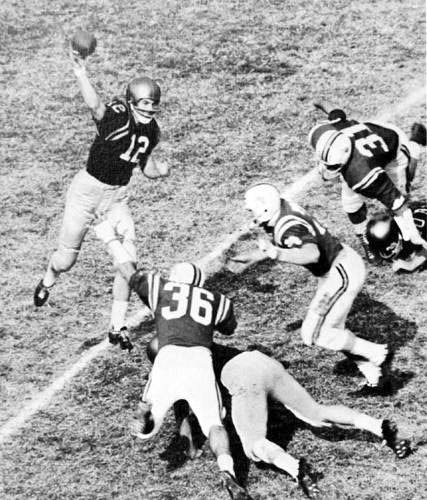
Staubach lanzando un pase contra Maryland en su época colegial con Navy

## Estadísticas

### Temporada regular
| Año   | Equipo | Partidos | Partidos | Partidos | Pase  | Pase  | Pase | Pase   | Pase | Pase | Pase | Pase  | Carrera | Carrera | Carrera | Carrera |
| Año   | Equipo | PJ       | PT       | Récord   | Comp  | Att   | Pct  | Yds    | Avg  | TD   | Int  | Rate  | Att     | Yds     | Avg     | TD      |
| ----- | ------ | -------- | -------- | -------- | ----- | ----- | ---- | ------ | ---- | ---- | ---- | ----- | ------- | ------- | ------- | ------- |
| 1969  | DAL    | 6        | 1        |          | 23    | 47    | 48.9 | 421    | 9.0  | 1    | 2    | 69.5  | 15      | 60      | 4.0     | 1       |
| 1970  | DAL    | 8        | 3        |          | 44    | 82    | 53.7 | 542    | 6.6  | 2    | 8    | 42.9  | 27      | 221     | 8.2     | 0       |
| 1971  | DAL    | 13       | 10       |          | 126   | 211   | 59.7 | 1,882  | 8.9  | 15   | 4    | 104.8 | 41      | 343     | 8.4     | 2       |
| 1972  | DAL    | 4        | 0        |          | 9     | 20    | 45.0 | 98     | 4.9  | 0    | 2    | 20.4  | 6       | 45      | 7.5     | 0       |
| 1973  | DAL    | 14       | 14       |          | 179   | 286   | 62.6 | 2,428  | 8.5  | 23   | 15   | 94.6  | 46      | 250     | 5.4     | 3       |
| 1974  | DAL    | 14       | 14       |          | 190   | 360   | 52.8 | 2,552  | 7.1  | 11   | 15   | 68.4  | 47      | 320     | 6.8     | 3       |
| 1975  | DAL    | 13       | 13       |          | 198   | 348   | 56.9 | 2,666  | 7.7  | 17   | 16   | 78.5  | 55      | 316     | 5.7     | 4       |
| 1976  | DAL    | 14       | 14       |          | 208   | 369   | 56.4 | 2,715  | 7.4  | 14   | 11   | 79.9  | 43      | 184     | 4.3     | 3       |
| 1977  | DAL    | 14       | 14       |          | 210   | 361   | 58.2 | 2,720  | 7.3  | 18   | 9    | 87.0  | 51      | 171     | 3.4     | 3       |
| 1978  | DAL    | 15       | 15       |          | 231   | 413   | 55.9 | 3,190  | 7.7  | 25   | 16   | 84.9  | 42      | 182     | 4.3     | 1       |
| 1979  | DAL    | 16       | 16       |          | 267   | 461   | 57.9 | 3,586  | 7.8  | 27   | 11   | 92.3  | 37      | 172     | 4.6     | 0       |
| Total | Total  | 131      | 114      |          | 1,685 | 2,958 | 57.0 | 22,700 | 7.7  | 153  | 109  | 83.4  | 410     | 2,264   | 5.5     | 20      |

## Carrera militar
En su año júnior en la Academia Naval le diagnosticaron daltonismo. Se le permitió convertirse en el primer graduado de la Academia Naval en ser comisionado directamente en el Cuerpo de Abastecimiento debido a que no necesitaba distinguir las luces rojas y verdes de babor y estribor o diferenciar los distintos colores de los circuitos eléctricos.
Después de graduarse de la Armada en junio de 1965, Staubach pudo haber solicitado una asignación en los Estados Unidos, pero finalmente eligió ser voluntario durante un año en Vietnam. Allí sirvió como oficial del Cuerpo de Abastecimiento de la Armada en la base de Chu Lai, una base secundaria que servía de apoyo a la base aérea de Da Nang, situada a ochenta kilómetros al noroeste.
Staubach regresó de Vietnam en septiembre de 1967 y pasó el resto de su carrera naval en los Estados Unidos. Estuvo dos años jugando al fútbol americano en varios equipos del servicio militar mientras preparaba su salto a la NFL. 